# 佛海石韦
佛海石韦（学名：Pyrrosia fuohaiensis）为水龙骨科石韦属下的一个种。

## 扩展阅读
- 維基物種上的相關：佛海石韦